# Озадівська сільська рада
Озадівська сільська рада — колишня адміністративно-територіальна одиниця та орган місцевого самоврядування у Янушпільському і Бердичівському районах Житомирської і Бердичівської округ, Вінницької й Житомирської областей Української РСР та України з адміністративним центром у с. Озадівка.

## Населені пункти
Сільській раді були підпорядковані населені пункти:
- с. Озадівка
- с. Богданівка
- с. Костянтинівка
- с. Лісова Слобідка

## Населення
Кількість населення ради, станом на 1923 рік, становила 1 364 особи, кількість дворів — 326.
Відповідно до перепису населення СРСР, станом на 17 грудня 1926 року, чисельність населення ради становила 1 578 осіб, з них, за статтю: чоловіків — 763, жінок — 815, етнічний склад: українців — 1 493, росіян — 6, євреїв — 2, поляків — 77. Кількість господарств — 366, з них несільського типу — 5.
Відповідно до результатів перепису населення СРСР, кількість населення ради, станом на 12 січня 1989 року, становила 939 осіб.
Станом на 5 грудня 2001 року, відповідно до перепису населення України, кількість мешканців сільської ради становила 1 300 осіб.

### Мова
Розподіл населення за рідною мовою за даними перепису 2001 року:
| Мова       | Відсоток |
| ---------- | -------- |
| українська | 96,69 %  |
| російська  | 3,23 %   |

## Склад ради
Рада складалась з 16 депутатів та голови.

### Керівний склад сільської ради
| ПІБ                             | Основні відомості                                                  | Дата обрання | Дата звільнення |
| ------------------------------- | ------------------------------------------------------------------ | ------------ | --------------- |
| Шнайдер Мирослава Олександрівна | Сільський голова , 1962 року народження, освіта, позапартійна      | 26.03.2006   | 31.10.2010      |
| Шнайдер Мирослава Олександрівна | Сільський голова , 1962 року народження, освіта вища, позапартійна | 31.10.2010   |                 |

Примітка: таблиця складена за даними джерела

## Історія
Створена 1923 року, в складі с. Озадівка та хуторів Камені, Пасіка і Хмелі Озадівської волості Житомирського повіту Волинської губернії. 24 серпня 1923 року, відповідно до рішення Волинської ГАТК (протокол № 4 «Про зміни границь в межах округів, районів і сільрад»), підпорядковано х. Вернигород Гардишівської сільської ради Янушпільського району. 23 лютого 1924 року, відповідно до рішення Волинської ГАТК (протокол № 7/2 «Про зміни меж округів, районів та сільрад»), х. Пасіка передано до складу Лісово-Слобідської сільської ради Янушпільського району. Станом на 1 жовтня 1941 року хутори Вернигород та Камені не перебували на обліку населених пунктів.
Станом на 1 вересня 1946 року сільська рада входила до складу Янушпільського району Житомирської області, на обліку в раді перебувало с. Озадівка, х. Хмелі не значився на обліку населених пунктів.
11 серпня 1954 року, відповідно до указу Президії Верховної ради Української РСР «Про укрупнення сільських рад по Житомирській області», сільську раду ліквідовано, територію та с. Озадівка приєднано до складу Лісово-Слобідської сільської ради Янушпільського району. Відновлена 8 червня 1960 року, відповідно до рішення Житомирського облвиконкому № 592 «Про перейменування деяких сільських рад в районах області», внаслідок перенесення адміністративного центру Лісово-Слобідської сільської ради та перейменуванням її на Озадівську з підпорядкуванням сіл Богданівка, Костянтинівка, Лісова Слобідка, Озадівка та Червоне Лісово-Слобідської сільської ради Бердичівського району.
На 1 січня 1972 року сільська рада входила до складу Бердичівського району Житомирської області, на обліку в раді перебували села Богданівка, Костянтинівка, Лісова Слобідка, Озадівка та Червоне.
9 грудня 1985 року с. Червоне зняте з обліку.
Виключена з облікових даних 17 липня 2020 року. Територію та населені пункти ради, відповідно до розпорядження Кабінету Міністрів України № 711-р від 12 червня 2020 року «Про визначення адміністративних центрів та затвердження територій територіальних громад Житомирської області», включено до складу Райгородоцької сільської територіальної громади Бердичівського району Житомирської області.
Входила до складу Янушпільського (7.03.1923 р.) та Бердичівського (8.06.1960 р.) районів.